# Аврюзтамак
Аврюзтамак (баш. Әүрезтамаҡ) — деревня в Нижнеаврюзовском сельсовете муниципальном районе Альшеевский район Республики Башкортостан России.

## Население
| 2002 | 2009 | 2010 |
| ---- | ---- | ---- |
| 85   | ↘84  | ↘68  |

Согласно переписи 2002 года, преобладающая национальность — татары (86 %).

## Географическое положение
Расстояние до:
- районного центра (Раевский): 20 км,
- центра сельсовета (Нижнее Аврюзово): 5 км,
- ближайшей железнодорожной станции (Раевка): 20 км.

## История
В «Списке населенных мест по сведениям 1870 года», изданном в 1877 году, населённый пункт упомянут как деревня Аврюз-Тамак (Кичуй, Бурова, Токтарова) 1-го стана Белебеевского уезда Уфимской губернии. Располагалась при речке Аврюзе, влево от реки Демы до границы 2-го стана и правой стороны Стерлитамакского тракта, в 60 верстах от уездного города Белебея и в 35 верстах от становой квартиры в деревне Менеуз-Тамак. В деревне, в 15 дворах жили 106 человек (53 мужчины и 53 женщины, в том числе башкиры: 30 мужчин и 30 женщин, татары: 23 мужчины и 23 женщины). Жители занимались пчеловодством.
Закон «О внесении изменений в административно-территориальное устройство Республики Башкортостан в связи с образованием, объединением, упразднением и изменением статуса населенных пунктов, переносом административных центров» от 20 июля 2005 года N 211-з определил:
2. Объединить следующие населённые пункты с сохранением наименований:

1) в Альшеевском районе:

д) посёлок Вязьмино-Ивановский и деревню Аврюзтамак Нижнеаврюзовского сельсовета, установив объединенному населенному пункту тип поселения — деревня, с сохранением наименования "Аврюзтамак".

## Аврюзтамакский клад
Аврюзтамакский клад VIII—IX веков был обнаружен в 1989 году во время земляных работ в 1 км к юго-западу от села Аврюзтамак на правом берегу реки Аврюз. Найден 21 серебряный предмет согдийской художественно школы (чаши, ритон), сформировавшейся под влиянием культур сасанидского Ирана и Тюркского каганата. Часть клада была расхищена, сохранилось 11 предметов. Материалы клада хранятся в Стерлитамакском музее. Среди пропавших вещей из этого клада были фигуры (головы, ноги) верблюдов, на золотом кумгане был изображен верблюд. Изделия аврюзтамакского клада имели среднеазиатское происхождение. Предметы данного клада являются прямым археологическим доказательством существования культа верблюда в эпоху раннего Средневековья на территории Башкортостана.